# Papai Fanfarrão
Papai Fanfarrão é um filme brasileiro de 1957, dirigido por Carlos Manga, a partir do argumento e roteiro de Cajado Filho. É baseado na peça teatral "Papai Fanfarrão" de Mário Lago e José Wanderley.  Nos papeis centrais estão Oscarito, Cyll Farney, Miriam Teresa, Margot Louro e Afonso Stuart.

## Elenco
| Ator/Atriz    | Personagem |
| ------------- | ---------- |
| Oscarito      | Tibério    |
| Cyll Farney   | Fernando   |
| Miriam Teresa | Anita      |
| Margot Louro  | Vera       |
| Afonso Stuart | Padrinho   |
| Sarah Nobre   | Clotilde   |
| Mário Lago    | —          |
| Berta Loran   | —          |

## Prêmios e Indicações
| Ano  | Premiação                   | Categoria                | Recipiente   | Resultado | Ref.  |
| ---- | --------------------------- | ------------------------ | ------------ | --------- | ----- |
| 1957 | Prêmio Governador do Estado | Melhor Atriz Coadjuvante | Margot Louro | Venceu    | [ 2 ] |